# Administración Provisional Afgana
La Administración Provisional Afgana, también conocida como Autoridad Provisional Afgana, fue la primera administración de Afganistán después de la caída del régimen talibán y la máxima autoridad del país desde el 22 de diciembre de 2001 hasta el 13 de julio de 2002.

## Antecedentes
Después de los ataques del 11 de septiembre, Estados Unidos invadió Afganistán como parte de la Operación Libertad Duradera, para eliminar al gobierno Talibán del poder. Justo después del comienzo de la invasión, las Naciones Unidas patrocinó una  conferencia internacional en Bonn, Alemania con líderes afganos anti-talibanes para recrear el Estado de Afganistán y formar un gobierno interino.
Como resultado de dicha conferencia surgió el Acuerdo de Bonn el cual estableció una Autoridad Provisional Afganaque se establecería tras la transferencia oficial del poder el 22 de diciembre de 2001. La Autoridad Provisional consistiría en la Administración Provisional, un Tribunal Supremo de Afganistán y un Comisión Especial Independiente  para la convocatoria de una Loya jirga. La Loya jirga de 2002 llamada de emergencia, se llevaría a cabo dentro de los seis meses posteriores al establecimiento de la Administración Provisional Afgana y establecería una Administración de transición afgana que reemplazaría a la Autoridad interina afgana.
La Administración Provisional Afgana, la parte más importante de la Autoridad Provisional, estaría compuesta por un Presidente, cinco Vicepresidentes y otros 24 miembros, cada uno de los cuales encabezará un departamento de la Administración Provisional. También se decidió que Hamid Karzai de la etnia pastún sería el presidente de la Administración Provisional.
En la Loya jirga de 2002 del 13 de julio de 2002, la Administración Provisional fue reemplazada por una administración de Transición.

## Historia

### Negociaciones en Bonn
Cuatro delegaciones de facciones étnicas anti-talibanes asistieron a la Conferencia de Bonn, la Alianza del Norte o Frente Islámico Unido; el "grupo Cypress", un grupo de exiliados vinculados a Irán. El "grupo de Roma", leal al exrey de Afganistán Mohamed Zahir Shah, quien vivió en el exilio en Roma a partir de 1973, no asistió a la reunión, y el "grupo Peshawar", un grupo de exiliados pastúnes en su mayoría con sede en Pakistán. En el momento de la conferencia, la mitad de Afganistán estaba en manos de la Alianza del Norte, incluida la capital Kabul, donde el Presidente de la Alianza del Norte Burhanuddin Rabbani se había apoderado del Palacio Presidencial y dijo que cualquier conversación sobre el futuro de Afganistán debe tener lugar dentro del país.
Hubo mucho debate sobre quién lideraría el gobierno interino. Rabbani no quería que la Conferencia de Bonn decidiera los nombres del gobierno interino, pero después de la presión de Estados Unidos y Rusia la delegación de la Alianza del Norte encabezada por el líder más joven Yunus Qanuni, decidió continúe con las conversaciones con o sin el apoyo de Rabbani.
Al comienzo de la conferencia, parecía que el rey Zahir Shah tenía mucho apoyo, pero la Alianza del Norte se opuso a esto. En los últimos días de la conferencia, se redujo a dos candidatos: el líder pastún Hamid Karzai, a quien Estados Unidos estaba promoviendo como candidato viable y Abdul Sittar Sirat, cuyo nombre fue propuesto por el "grupo de Roma".  Debido a la preocupación de que la mayoría de los afganos patúnes se alienaran con el Uzbeko  Abdul Sittar Sirat, la conferencia de Bonn acordó que Karzai encabezaría la Administración Provisional. La Alianza del Norte recibió aproximadamente la mitad de los puestos en el gabinete interino, y los miembros del grupo de Roma fueron nombrados en ocho puestos.
Posteriormente, el gabinete provisional se llenó de señores de la guerra y sus milicias privadas. Entre los miembros más notables de la administración interina estaban el trío Yunus Qanuni, Mohammed Fahim y Abdullah Abdullah, tres de los líderes más poderosos de la Alianza del Norte.

## Composición de la Administración Provisional afgana
| Puesto de Administración Provisional                      | Nombre                 | Etnia  | Notas |
| --------------------------------------------------------- | ---------------------- | ------ | --- |
| Presidente                                                | Hamid Karzai           | Pastún | Líder tribal pashtún independiente en el exilio en Pakistán                                                                                 |
| Vicepresidente y Ministro de Defensa                      | Mohammed Fahim         | Tayiko | Ministro de Defensa de la Alianza del Norte partido Frente Islámico Unido                                                                   |
| Vicepresidenta y Ministra de Asuntos de la Mujer          | Sima Samar             | Hazara | Fundador de la Organización Shuhada y la Clínica Shuhada en Quetta, perteneciente al Grupo de Roma.                                         |
| Vicepresidente y Ministro de Planificación                | Mohammed Mohaqqeq      | Hazara | Señor de la guerra que luchó contra los talibanes por el Partido de la Unidad Islámica del Pueblo de Afganistán en el Frente Islámico Unido |
| Vicepresidente y Ministro de Agua y Energía               | Ahmed Shakar Karkar    | Uzbeko | Frente Islámico Unido |
| Vicepresidente y Ministro de Economía                     | Hedayat Amin Arsala    | Pastún | Ministro de Asuntos Exteriores del Estado Islámico de Afganistán en los años 90. Grupo de Roma.                                             |
| Ministro de Asuntos Exteriores                            | Abdullah Abdullah      | Tayiko | Ministro de Relaciones Exteriores del Frente Islámico Unido                                                                                 |
| Ministro del Interior                                     | Yunus Qanooni          | Tayiko | Frente Islámico Unido |
| Ministro de Comunicaciones y Tecnología de la Información | Abdul Rahim            | Tayiko | Frente Islámico Unido |
| Ministro de Fronteras                                     | Amanullah Zadran       | Pastún | Líder talibán, que desertó después de la invasión estadounidense, Grupo Roma                                                                |
| Ministro de Refugiados                                    | Intayatullah Nazeri    | Tayiko | Frente Islámico Unido |
| Ministro de Pequeñas Industrias                           | Aref Noozari           | Pastún | Frente Islámico Unido |
| Ministro de Minas                                         | Mohammed Alim Razm     | Uzbeko | Frente Islámico Unido |
| Ministro de Salud                                         | Sohaila Siddiqi        | Pastún | Ha estado en los gobiernos del rey Mohamed Zahir Shah y en el régimen comunista de los años setenta y ochenta. Independiente                |
| Ministro de Comercio                                      | Sayed Mustafa Kasemi   | Chiita | Portavoz y líder del Frente Nacional Unido                                                                                                  |
| Ministro de Agricultura, Riego y Ganadería                | Sayed Hussain Anwari   | Hazara | Jefe comandante militar de Harakat-e Islami en el Frente Nacional Unido                                                                     |
| Ministro de Justicia                                      | Abbas Karimi           | Uzbeko | Frente Islámico Unido |
| Ministro de Información y Cultura                         | Saeed Makhdoom Rahim   | Tayiko | Poeta y escritor, Grupo de Roma |
| Ministro de Reconstrucción                                | Mohammed Fahim Farhang | Pastún | Grupo de Roma |
| Ministro de Hajj y Asuntos Religiosos                     | Mohammad Hanif Balkhi  | Tayiko | Independiente |
| Ministro de Asuntos Urbanos                               | Abdul Qadir            | Pastún | Líder en el Frente Nacional Unido para la facción Hezb-e Islami Khalis                                                                      |
| Ministro de Obras Públicas                                | Abdul Khalig Fazal     | Pastún | Grupo de Roma |
| Ministro de Riego y Medio Ambiente                        | Mangal Hussein         | Pastún | Anteriormente señor de la guerra para Hezbi Islami Gulbuddin, Grupo Peshawar                                                                |
| Ministro de Mártires y Discapacitados                     | Abdullah Wardak        | Pastún | Líder en el Frente Nacional Unido para la Unión Islámica para la Liberación de Afganistán                                                   |
| Ministro de Educación Superior                            | Sharif Faez            | Tayiko | Frente Islámico Unido |
| Ministro de Aviación Civil y Turismo                      | Abdul Rahman           | Tayiko | Miembro del Frente Islámico Unido, pero dio su apoyo al exrey Zahir Shah y se convirtió en miembro del Grupo de Roma.                       |
| Ministro de Trabajo y Asuntos Sociales                    | Mir Wais Saddiq        | Tayiko | Hijo del influyentes señores de la guerra Ismail Khan, Frente Islámico Unido                                                                |
| Ministro de Transporte                                    | Sultan Hamid Sultan    | Hazara | |
| Ministro de Educación                                     | Abdul Rassoul Amin     |        | Miembro del Frente Islámico Nacional y del Grupo de Roma.                                                                                   |
| Ministro de Desarrollo Rural                              | Abdul Malik Anwar      | Tayiko | Frente Islámico Unido |